# Glencoe (Minnesota)
Glencoe és una població dels Estats Units a l'estat de Minnesota. Segons el cens del 2000 tenia 5.453 habitants.

## Demografia
Segons el cens del 2000, Glencoe tenia 5.453 habitants, 2.103 habitatges, i 1.446 famílies. La densitat de població era de 788,5 habitants per km².
Dels 2.103 habitatges en un 34,8% hi vivien nens de menys de 18 anys, en un 57,8% hi vivien parelles casades, en un 8% dones solteres, i en un 31,2% no eren unitats familiars. En el 27,3% dels habitatges hi vivien persones soles el 14,9% de les quals corresponia a persones de 65 anys o més que vivien soles. El nombre mitjà de persones vivint en cada habitatge era de 2,53 i el nombre mitjà de persones que vivien en cada família era de 3,1.
Per edats la població es repartia de la següent manera: un 27,9% tenia menys de 18 anys, un 7% entre 18 i 24, un 28,6% entre 25 i 44, un 19,1% de 45 a 60 i un 17,3% 65 anys o més.
L'edat mediana era de 36 anys. Per cada 100 dones de 18 o més anys hi havia 87,8 homes.
La renda mediana per habitatge era de 46.723 $ i la renda mediana per família de 55.496 $. Els homes tenien una renda mediana de 36.113 $ mentre que les dones 25.230 $. La renda per capita de la població era de 20.450 $. Entorn del 0,8% de les famílies i el 2,1% de la població estaven per davall del llindar de pobresa.

## Poblacions més properes
El següent diagrama mostra les poblacions més properes.